# 회색손올빼미원숭이
회색손올빼미원숭이 (Aotus griseimembra)는 올빼미원숭이의 일종으로 이전에는 회색배올빼미원숭이의 아종으로 간주되었다. 분포 지역은 콜롬비아 일부와 베네수엘라로 구성되어 있다. 회색손올빼미원숭이의 정확한 분류는 아직 명확하지 않다. 일부 저자들은 회색배올빼미원숭이(A. lemurinus)의 아종으로 간주하지만, 다른 저자들은 별도의 종인 A. griseimembra로 분류한다.
콜롬비아에서, 이들의 분포는 북부 지방에 위치하며, 시에라 네바다 드 산타 마르타와 마그달레나강, 카우카강 그리고 사우보르헤강(Sao Jorge River) 계곡을 포함한 시누 강 (또는 아마 더 먼 동쪽까지)에서 베네수엘라 국경까지 분포한다. 베네수엘라에서는, 마라카이보의 서부과 남부에서 발견된다.
회색손올빼미원숭이는 비교적 작은 원숭이로, 수컷의 몸무게는 약 1009 g이며 암컷은 약 923 g 정도된다. 털은 짧고 도톰하다. 등의 털은 회갈색에서 불그스레한 갈색까지 띤다. 배 쪽은 누르스름하다. 손과 발등의 털은 밝은 커피색을 띠며, 다른 아종 A. lemurinus와 구별되는 중요한 특징으로 털 끝이 좀 어두운 색깔을 띤다.
회색손올빼미원숭이는 수목형 동물이자 야행성 동물이다. 이들과 다른 올빼미원숭이속(Aotus) 종들은 유일한 야행성 원숭이들이다. 실험실에서의 실험에 의하면, 보름달과 같은 빛을 비추었을 때는 활동성이 저하되는 것으로 나타났다. 2차 숲과 커피 농장을 포함한 몇몇 종류의 숲에서 발견되지만, 한 연구에 의하면 매우 다양한 숲을 선호하는 것으로 드러났다. 2 마리와 6 마리 사이의 작은 무리를 지어 생활하며, 대부분 이들 무리는 통상적으로 2 마리에서 4 마리이고, 한 쌍의 부모와 한 마리의 새끼 그리고 여러 마리의 미성숙한 원숭이들로 구성되어 있다.
각 집단은 영역과시형이며, 집단들이 차지하는 영역은 일부 겹쳐질 수도 있다. 한 연구에는 1 제곱 킬로미터당 1.5 마리의 개체 밀도를 보이는 반면에, 또 다른 연구에서는 1 제곱 킬로미터에 150 마리의 개체 밀도를 보인다. 매우 높은 개체 밀도를 보이는 후자의 숫자는 남아있는 숲이 피난처의 역할을 하고 있기 때문으로 설명될 수 있다.
다른 올빼미원숭이들과 같이, 회색손올빼미원숭이는 몇 안되는 일자일웅 원숭이들 중 하나이다. 이 일자일웅의 짝은 일반적으로 매년 한 마리의 새끼를 낳지만, 때로는 쌍둥이를 낳기도 한다. 임신 기간은 약 133일이다. 새끼를 낳은 후 젖을 먹이기 위해 어미에게 넘겨진 다음, 하루 이틀 후에는 수컷이 새끼를 기른다. 어미가 새끼를 낳는 간격은 평균 271일이다.
회색손올빼미원숭이는 국제 자연 보호 연맹(IUCN)에 의해 "취약" 등급 목록에 등록되어 있다. 콜롬비아에서는 부분적으로 멸종 위험한 것으로 믿어진다. 이는 얼마간은 서식지 감소 때문이지만, 1960년대와 70년대에 말라리아 연구를 위해 대량으로 포획을 했기 때문이다.